# ليزا ماسون
ليزا ماسون (بالإنجليزية: Lisa Mason) هي لاعبة جمباز فني بريطانية، ولدت في 26 فبراير 1982 في أيلزبري في المملكة المتحدة.

## وصلات خارجية
- ليزا ماسون على موقع الاتحاد الدولي للجمباز (licence) (الإنجليزية)
- ليزا ماسون على موقع الاتحاد الدولي للجمباز (biography) (الإنجليزية)
- ليزا ماسون على موقع اللجنة الأولمبية الدولية (الإنجليزية)
- ليزا ماسون على موقع أوليمبيديا (الإنجليزية)
- ليزا ماسون على موقع اتحاد ألعاب الكومنولث (مؤرشف) (الإنجليزية)